# Spatholirion calcicola
Spatholirion calcicola là một loài thực vật có hoa trong họ Commelinaceae. Loài này được K.Larsen & S.S.Larsen mô tả khoa học đầu tiên năm 2003.